# Music for Nations
Music for Nations var et britisk uafhængig pladeselskab, der hovedsageligt fokuserede på rock og metal. Det var datterselskab af Zomba Records, som til gengæld var eget af RCA.
Pladeselskabet blev grundlagt i 1983 af Martin Hooker, og etablerede sig selv som en af Europas førende virksomheder i rock og metal-verdenen. I 2004 lukkede pladeselskabet ned, og dets bands som der i blandt inkluderede Lost Horizon og Frank Zappa blev flyttet til Zomba Records.

## Eksempler på bands under Music For Nations
| - Acid Drinkers (1989–1992) - Amplifier - Anathema - Apes Pigs and Spacemen - Battleaxe - The Beyond - Cradle of Filth - Dispatched - Dead Potatos (2003-2006) - Entombed - Freak of Nature - Godflesh - InMe | - Lost Horizon - Opeth - Paradise Lost - Sarcófago (1985–1986) - Sirrah (1995–1999) - Spiritual Beggars - Three Days Grace - Tigertailz (1990–2005) - XisLoaded |